# Jean-Baptiste d’Ornano
Jan Baptysta (Jean-Baptiste) d’Ornano I, hrabia Montlaur (ur. 1583 w Bordeaux, zm. 16 września 1626 w Vincennes) – marszałek Francji w czasach Henryka IV i Ludwika XIII.

## Życiorys
Był synem marszałka Francji Alfonsa d’Ornano i Marguerite de Flassans, wnukiem Sampièro Corso. Został wychowany na francuskim dworze królewskim i kształcił się na oficera pod okiem swego ojca. Jako młody człowiek wyróżnił się w czasie wojny z Sabaudią, w czasie oblężenia twierdzy La Fère i otrzymał awans na pułkownika oraz dowództwo pułku korsykańskiego. Po powrocie z Sabaudii musiał udać się do Bordeaux do umierającego ojca. Marszałek Alfons nie pozostawił dużej fortuny, ale Henryk IV dbał o potomków swego wiernego zwolennika i nadał Janowi Baptyście godność gubernatora twierdzy Château-Trompette i później zamku Pont-Saint-Esprit. Po śmierci Henryka IV Ornano cieszył się względami regentki, Marii Medycejskiej, która mu zleciła obronę Gujenny i Gaskonii w latach nowych wojen z Sabaudią. Królowa Maria załatwiła mu także małżeństwo (1617) z posażną spadkobierczynią hrabiów Montlaur.
W 1619 roku Jan Baptysta został mianowany generalnym gubernatorem Normandii oraz opiekunem brata Ludwika XIII, Gastona Orleańskiego. Wywołało to ogromną zazdrość dworzan, którzy wszelkimi siłami i z pomocą najróżniejszych intryg podkopali zaufanie, jakie miał do Ornana Ludwik XIII. Ornano zrezygnował z wszelkich wysokich funkcji i wycofał się na skromniejsze stanowisko gubernatora Pont-Saint-Esprit. By dowieść swej niewinności Ornano dobrowolnie się zgłosił jako więzień do Bastylii, co zmieniło nastawienie Ludwika XIII: król przywrócił mu wszystkie wysokie funkcje i mianował go marszałkiem Francji. Niestety, te tragiczne przeżycia Ornano niewiele go nauczyły: nadal nie chciał brać udziału w intrygach dworskich, nie podziękował kardynałowi Richelieu za uwolnienie z Bastylii – myślał, że zawdzięczał to królowi – i nie chciał się przyłączyć do zwolenników wszechmocnego kardynała. Ów, obawiając się wpływu marszałka na króla, chcąc skoncentrować w swych rękach wszelką władzę, rozkazał Ornana uwięzić w zamku Vincennes. Według wielu anonimowych ulotek z tamtych czasów marszałek został otruty w więzieniu. Nie pozostawił potomstwa.